# Konstantin von Neurath
Konstantin von Neurath báró (teljes nevén Konstantin Hermann Karl Freiherr von Neurath; Württembergi Királyság, Kleinglattbach, 1873. február 2. – Nyugat-Németország, Enzweihingen, 1956. augusztus 14.) német politikus, diplomata. Három évtizedes diplomáciai pályafutását követően, 1932–1938 között különböző nemzetiszocialista kormányok külügyminisztere, 1939–1941 között a hitleri Harmadik Birodalom által megszállt Cseh–Morva Protektorátus birodalmi kormányzója volt.

## Élete
Württembergi nemesi család sarjaként, báró Konstantin Sebastian von Neurath (1847–1912) és báró Mathilde von Gemmingen–Hornberg (1847–1927) fiaként született a Vaihingen an der Enz melletti Kleinglattbachban. A Tübingeni Egyetemen, majd a Berlini Egyetemen tanult jogot, s miután 1892-ben megszerezte diplomáját, egy kleinglattbachi ügyvédi irodában helyezkedett el. 1901. május 30-án Stuttgartban feleségül vette Marie Auguste Moser von Filseck (1875–1960) nemest, akitől két gyermeke született: Konstantin (* 1902) és Winifred (* 1904). 1901-ben Berlinbe költözött, s a külügyminisztérium szolgálatába lépett. 1903-tól Németország londoni nagykövetségén töltötte be az alkonzuli tisztet, 1909-től pedig ugyanott követségi tanácsos lett. 1914-ben Konstantinápolyba akkreditálták, de az első világháború kitörése után Neurath bevonult a hadseregbe, s gyalogsági tisztként harcolt a fronton. 1914 decemberében megkapta a Vaskeresztet, majd 1916-ban súlyosan megsebesült a harcokban. Gyógyulását követően leszerelt és visszatért Konstantinápolyba. Hamarosan azonban a diplomáciai szolgálat alóli felmentését kérte, s 1917-ben II. Vilmos württembergi király polgári kormányának vezetője és királyi kamarás lett.
Az első világháborút követően, 1919. december 3-án Friedrich Ebert kancellár közbenjárására visszatért a német külügyminisztérium szolgálatába. Hazája nagyköveteként teljesített diplomáciai szolgálatot Koppenhágában (1919–1921), Rómában (1921–1930), Londonban (1930–1932). 1932. június 1-jén a nemzetiszocialista eszmékkel szimpatizáló Franz von Papen kormányában megkapta a birodalmi külügyminiszteri tárcát. Az időközben hatalomra került nemzetiszocialisták sem mozdították el posztjáról Neurathot, így 1932. december 3-ától Kurt von Schleicher, majd 1933. január 28-ától Hitler kormányában is tovább vezette a tárcát. Külügyérként – diplomáciai oldalról – ő készítette elő a náci Németországnak a Népszövetségből való 1933. októberi kilépését, valamint a demilitarizált Rajna-vidék 1936. márciusi annektálását. 1937-ben Neurath belépett a Nemzetiszocialista Német Munkáspártba, amiért jutalmul tiszteletbeli SS-Obergruppenführerré nevezték ki. Neurath azonban mind kevésbé tudott azonosulni a Harmadik Birodalom erőszakos diplomáciai törekvéseivel, ezért 1938. február 4-én lemondott külügyminiszteri posztjáról, s tárca nélküli miniszterként a titkos kormánytanács elnöke lett.
1939. március 21-ével birodalmi protektorrá (Reichsprotektor) nevezték ki a pár nappal előbb megalakított Cseh–Morva Protektorátus közigazgatásának élére. Új posztján Neurathnak egyfelől a nyugati nagyhatalmak képviselőit kellett meggyőznie a Csehországot megszálló Németország jóindulatáról. Másfelől a háttérben végzett igazi feladata az volt, hogy biztosítsa az elnyomó náci államhatalom működési feltételeit (politikai pártok, civil társadalmi szerveződések betiltása, sajtó ellenőrzése stb.) és megteremtse a zsidók szervezett begyűjtésének intézményes kereteit. Neurath azonban erélytelennek mutatkozott ez utóbbi feladatok elvégzésére, ráadásul nem is osztotta feltétel nélkül és minden részletében a Harmadik Birodalom politikai programját. 1941 szeptemberében elhagyta hivatalát, s helyére Reinhard Heydrich került. Jóllehet, Hitler csupán két évvel később, 1943. augusztus 24-én fogadta el Neurath lemondását, azaz névleg továbbra is hivatalában maradt.
A háborús főbűnösök nürnbergi perében, 1946 novemberében négyrendbeli háborús bűn vádjával tizenöt évnyi börtönre ítélték. Megromlott egészségi állapotára tekintettel 1954-ben szabadlábra helyezték, elhagyhatta spandaui börtönét. Két esztendő elteltével, nyolcvanhárom esztendősen halt meg a szülővárosához közeli, enzweihingeni otthonában.